# Elaine Hammerstein
Elaine Hammerstein (16 de junio de 1897 - 13 de agosto de 1948) fue una actriz cinematográfica y teatral estadounidense.

## Antecedentes familiares musicales
Nacida en Filadelfia, Pensilvania, era hija del productor de ópera Arthur Hammerstein y nieta de Oscar Hammerstein I. Hammerstein era hija del primer matrimonio de Arthur, con Jean Allison Hammerstein, que finalizó en divorcio, quedando Elaine bajo la custodia de su padre.

## Teatro
Hammerstein se graduó en el Bryn Mawr College en 1913, a los 17 años de edad. Actuó en su primera producción teatral en Broadway ese mismo año, con un musical titulado High Jinks, en el cual trabajaba el actor Snitz Edwards. En 1915 actuó nuevamente en Broadway, en The Trap. En este drama actuó junto a Holbrook Blinn. 

## Cine
A partir de este momento Hammerstein empezó a actuar en el cine. Intervino en cuarenta y cuatro películas entre 1915 y 1926. Entre ellas figuran The Girl From Nowhere (1921),  The Drums of Jeopardy (1923), Reckless Youth (1922), Broadway Gold (1923) y The Midnight Express (1924), con William Haines. Su última actuación para la gran pantalla tuvo lugar en 1926, en el drama Ladies of Leisure.

## Matrimonio
Hammerstein estuvo casada en dos ocasiones. La primera con el director cinematográfico Alan Crosland, y la segunda con James W. Kays, renombrado corredor de seguros de Los Ángeles, California. Kays había sido en su momento director financiero del Partido Demócrata de los Estados Unidos del sur de California, así como jefe de bomberos de la ciudad.

## Fallecimiento
Hammerstein y Kays fallecieron en 1948 en un siniestro de tráfico ocurrido doce millas al sur de la ciudad mexicana de Tijuana. Viajaban desde Rosarito (Baja California); los Kays y tres amigos viajaban a alta velocidad por el camino de ladera curva, cuando golpearon a un automóvil que los cruzaba. Los seis ocupantes del vehículo mexicano sobrevivieron todos con lesiones menores, pero Hammerstein y sus acompañantes quedaron atrapados cuando su auto se salió del terraplén y cayó por la colina.
Elaine Hammerstein tenía 51 años y su marido 66. Y, fueron enterrados en el Cementerio Calvary de Los Ángeles, California.